# Amsterdam WCT 1982 - Doppio
Il doppio del torneo di tennis Amsterdam WCT 1982, facente parte della categoria World Championship Tennis, ha avuto come vincitori Fritz Buehning e Tomáš Šmíd che hanno battuto in finale Kevin Curren e Christopher Mottram 4-6, 6-3, 6-0.

## Teste di serie
1. Fritz Buehning /  Tomáš Šmíd (campioni)

1. Heinz Günthardt /  Balázs Taróczy (quarti di finale)

## Tabellone

### Legenda
| - Q = Qualificato - WC = Wild card - LL = Lucky loser | - ALT = Alternate - SE = Special Exempt - PR = Protected Ranking | - w/o = Walkover - r = Ritirato - d = Squalificato |

|  | Quarti di finale                 | Quarti di finale                 | Quarti di finale                 | Quarti di finale | Quarti di finale |  |  | Semifinali                       | Semifinali                       | Semifinali                       | Semifinali                       | Semifinali |   |   | Finale                    | Finale                    | Finale | Finale | Finale |  |
|  |                                  |                                  |                                  |                  |                  |  |  |                                  |                                  |                                  |                                  |            |   |   |                           |                           |        |        |        |  |
|  | 1                                | Fritz Buehning Tomáš Šmíd        | 5                                | 6                | 7                |  |  |                                  |                                  |                                  |                                  |            |   |   |                           |                           |        |        |        |  |
|  |                                  | Eric Fromm Freddie Sauer         | 7                                | 2                | 6                |  |  | Fritz Buehning Tomáš Šmíd        | Fritz Buehning Tomáš Šmíd        | Fritz Buehning Tomáš Šmíd        | 6                                | 6          |   |   |                           |                           |        |        |        |  |
|  | Anand Amritraj Rick Meyer        | Anand Amritraj Rick Meyer        | 6                                | 3                | 6                |  |  | Anand Amritraj Rick Meyer        | Anand Amritraj Rick Meyer        | Anand Amritraj Rick Meyer        | 1                                | 2          |   |   |                           |                           |        |        |        |  |
|  | Jose-Luis Damiani Carlos Kirmayr | Jose-Luis Damiani Carlos Kirmayr | 3                                | 6                | 1                |  |  |                                  |                                  |                                  |                                  |            |   |   | Fritz Buehning Tomáš Šmíd | Fritz Buehning Tomáš Šmíd | 4      | 6      | 6      |  |
|  | Kevin Curren Christopher Mottram | Kevin Curren Christopher Mottram | Kevin Curren Christopher Mottram | 6                | 6                |  |  |                                  |                                  | Kevin Curren Christopher Mottram | Kevin Curren Christopher Mottram | 6          | 3 | 0 |                           |                           |        |        |        |  |
|  | Ion Țiriac Guillermo Vilas       | Ion Țiriac Guillermo Vilas       | Ion Țiriac Guillermo Vilas       | 2                | 3                |  |  | Kevin Curren Christopher Mottram | Kevin Curren Christopher Mottram | Kevin Curren Christopher Mottram | 6                                | 6          |   |   |                           |                           |        |        |        |  |
|  | 2                                | Heinz Günthardt Balázs Taróczy   | 6                                | 6                | 6                |  |  | Heinz Günthardt Balázs Taróczy   | Heinz Günthardt Balázs Taróczy   | Heinz Günthardt Balázs Taróczy   | 4                                | 3          |   |   |                           |                           |        |        |        |  |
|  |                                  | Wojciech Fibak Bruce Manson      | 7                                | 2                | 1                |  |  |                                  |                                  |                                  |                                  |            |   |   |                           |                           |        |        |        |  |